# Stary Brus
Stary Brus è un comune rurale polacco del distretto di Włodawa, nel voivodato di Lublino.
Ricopre una superficie di 133,4 km² e nel 2004 contava 2 244 abitanti.